# Batalha de Manzicerta

Mapa dos movimentos dos exército que se enfrentaram na batalha

A Batalha de Manzicerta (ou de Manzikert; em turco: Malazgirt Muharebesi) foi travada entre os impérios Bizantino e Seljúcida em 26 de agosto de 1071 perto de Manzicerta (hoje na província de Muxe, Turquia), algumas dezenas de quilómetros a norte do lago de Vã. O confronto terminou com uma pesada derrota do exército bizantino, que contribuiu decisivamente para minar a autoridade bizantina na Anatólia e abriu o caminho para a invasão turca e progressiva "turquificação" da Anatólia.
O exército seljúcida foi comandado pelo sultão Alparslano e o exército bizantino pelo imperador Romano IV Diógenes, que foi capturado durante os combates. No lado bizantino, os principais combatentes foram os soldados profissionais das tagmata orientais e ocidentais, pois grande parte dos mercenários e recrutas anatólios fugiram no início do combate e sobreviveram à batalha.
A debandada de Manzicerta foi desastrosa para os bizantinos, tendo resultado em conflitos civis e crise económica que debilitaram severamente a capacidade do império para defender as suas fronteiras. Isso possibilitou um movimento massivo de turcos para a Anatólia Central e em 1080 os turcos seljúcidas tinham tomado uma área de 78 000 km². Só após 30 anos de guerras civis é que o império voltou a ter estabilidade, sob o governo de Aleixo I Comneno (r. 1081–1118). Embora os historiadores mais recentes rejeitem a opinião dos seus antecessores que consideravam a derrota em Manzicerta como um revés catastrófico para os bizantinos, continuam a considerá-la como um acontecimento com consequências muito dolorosas.

## Contexto
Apesar do Império Bizantino ter permanecido uma entidade forte e poderosa durante a Idade Média, começou a declinar durante o reinado do militarmente incompetente Constantino IX (r. 1042–1055) e depois durante o reinado de Constantino X (r. 1059–1067). Durante o breve reinado de Isaac I (r. 1057–1059) foram feitas algumas reformas, que mais não fizeram do que apenas adiar a deterioração das forças armadas bizantinas. O primeiro contacto dos bizantinos com os seljúcidas ocorreu durante o reinado de Constantino IX, quando os seljúcidas tentaram tomar Ani, a capital arménia. O imperador bizantino acordou tréguas com o seljúcidas que duraram até 1064, quando estes conquistaram Ani. No reinado de Constantino X os bizantinos perderam para os seljúcidas a Arménia, em 1067, e depois Cesareia.
Em 1068, Romano IV Diógenes tomou o poder em Constantinopla e, após ter feito algumas reformas militares rápidas, nomeou Manuel Comneno (sobrinho do falecido Isaac I) para comandar uma expedição contra os seljúcidas, autorizando-o a conquistar a cidade de  Hierápolis Bambice, na Síria. Um ataque turco a Icónio foi repelido quando um contra-ataque bizantino lançado da Síria redundou em vitória. No entanto, a campanha acabou num fiasco, pois Manuel foi derrotado e preso por seljúcidas comandados pelo sultão Alparslano. Não obstante o fracasso da campanha, o sultão procurou rapidamente fazer a paz com os bizantinos, pois considerava que o seu principal inimigo era o Califado Fatímida e não tinha qualquer ensejo de se envolver em hostilidades desnecessárias com os bizantinos. Em 1069 foi assinado um tratado de paz entre os impérios seljúcida e bizantino.
Em fevereiro de 1071, Romano enviou uma embaixada a Alparslano para renovar o tratado de 1069. Os enviados encontraram-se com o sultão no exterior de Edessa, que estava cercada pelos seljúcidas. Interessado em proteger o seu flanco norte contra ataques bizantinos, Alparslano concordou de bom grado com os termos do acordo proposto, após o que levantou o cerco e liderou o seu exército imediatamente para Alepo, para atacar os fatímidas do Egito. No entanto, a oferta de renovação do tratado de paz era um elemento chave do plano de Romano para distrair o sultão durante tempo suficiente para que os bizantinos pudessem conduzir um grande exército para a Arnénia para recuperarem as fortalezas perdidas,  antes que os seljúcidas tivessem tempo de ripostar.

## Prelúdio
Um dos acompanhantes de Romano na expedição era Andrónico Ducas, o co-regente e um rival direto de Romano. O exército era composto por cerca de 40 mil homens, repartidos da seguinte forma: cinco mil  soldados profissionais bizantinos das províncias ocidentais e provavelmente o mesmo número das províncias orientais; 500 mercenários francos e normandos comandados por Roussel de Bailleul; mercenários turcos (pechenegues e cumanos) e búlgaros; infantaria sob o comando do duque de Antioquia; um contingente de tropas georgianas e arménias; e parte da guarda varegue. a 70 mil O número de soldados das unidades dos temas (thémata, províncias) tinha diminuído nos anos anteriores de Romano ascender ao poder, pois o governo central desviava recursos para recrutamento de mercenários por se considerar que havia menos risco destes se envolverem em golpes de estado ou lutas entre fações dentro do império. Mas até quando eram usados mercenários, estes eram dispensados depois dos combates para poupar dinheiro.

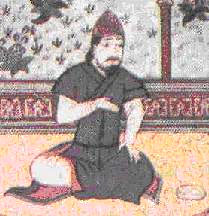
O sultão Alparslano que comandou os turcos seljúcidas vitoriosos em Manzicerta

Após terem negociado a paz com os bizantinos, os seljúcidas preparavam-se para atacar o Egito quando Alparslano soube do avanço bizantino em Alepo. O exército seljúcida voltou para nordeste e encontrou o exército bizantino a norte do lago de Vã.
A marcha pela Ásia Menor foi longa e difícil e Romano não facilitou a vida às suas tropas ao transportar um comboio para a sua bagagem luxuosa. As populações locais também foram alvo de alguns saques pelos mercenários francos de Romano, o que o levou a despedi-los. A expedição descansou em Sebasteia, nas margens do rio Hális, antes de chegar a Teodosiópolis em junho de 1071, onde alguns do generais de Romano sugeriram continuar a marcha até território seljúcida e encontrarem Arslã antes dele estar preparado. Outros generais, entre os quais Nicéforo Briénio, sugeriram esperar ali e fortificar a sua posição. A decisão acabou por ser continuarem a marcha.
Pensando que Alparslano estava mais longe ou nem sequer ia vir, Romano encaminhou-se para o lago de Vã, esperando conquistar Manzicerta rapidamente, bem como a fortaleza vizinha de Queliate (atual Aquelate), se possível. Mas na realidade Alparslano encontrava-se na região, com aliados e 30 mil cavaleiros de Alepo e Moçul. Os espiões de Alparslano sabiam exatamente onde Romano estava. enquanto que este não fazia ideia dos movimentos do seu adversário.
Romano ordenou ao seu general José Tarcaniota (Tarchaneiotes) que se dirigisse para Queliate com algumas das tropas bizantinas, varegues pechenegues e francas, enquanto ele e encabeçou o resto do exército para Manzicerta. Isso dividiu as tropas em duas metades, cada uma com cerca de 20 mil homens. Desconhece-se o que aconteceu às forças que acompanharam José Tarcaniota. Segundo fontes islâmicas, foram esmagadas por Alparslano, enquanto que as fontes bizantinas não referem qualquer encontro, mas Miguel Ataliata sugere que Tarcaniota se pôs em fuga quando avistou o sultão seljúcida, um evento improvável tendo em conta a reputação daquele general. Em qualquer dos caso, o exército de Romano ficou reduzido a menos de metade dos seus 40 a 70 mil homens.

## A batalha

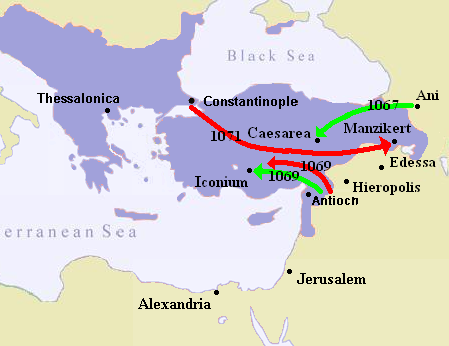
Mapa das movimentações de tropas seljúcidas e bizantinas na Anatólia em 1067, 1069 e 1071

Romano não soube da perda de Tarcaniota e continuou a dirigir-se para Manzicerta, que conquistou facilmente em 23 de agosto. Os seljúcidas ripostaram com enérgicas incursões com arqueiros. No dia seguinte, algumas unidades comandadas por Briénio que procuravam  alimentos descobriram o exército seljúcida e foram forçadas a retirar de volta para Manzicerta. O general arménio Basilácio (Basilakes) foi enviado  com alguns cavaleiros ao local onde estaria o exército inimigo, pois Romano não acreditava que se tratasse do principal exército de Arslan. Os cavaleiros foram desbaratados e Basilácio foi feito prisioneiro. Romano colocou as suas forças em formação de batalha e mandou sair a ala esquerda, comandada por Briénio, que foi quase cercado pelos turcos que se aproximaram rapidamente e foi mais uma vez obrigado a retirar. As forças seljúcidas esconderam-se nas colinas próximas para ali passarem a noite, tornando praticamente impossível um contra-ataque por parte dos bizantinos.
Em 25 de agosto, alguns dos mercenários turcos ao serviço dos bizantinos tiveram contactos com os seljúcidas e desertaram para o lado seljúcida. Depois disso, Romano rejeitou uma embaixada seljúcida que pretendia negociar a paz. O imperador queria resolver de vez a questão oriental e acabar com as persistente incursões e assentamentos turcos com um vitória militar decisiva e entendia que reunir outro exército seria difícil e dispendioso. Romano tentou chamar de volta Tarcaniota, que já não se encontrava na área. Não houve confrontos nesse dia, mas no dia 26 o exército bizantino reuniu-se em formação de batalha e começou a marchar sobre as posições seljúcidas, com a ala esquerda comandada por Briénio, a ala direita por Teodoro Alíates e a central por Romano. Nesse instante, um soldado turco teria dito a Alparslano «Meu Sultão, o exército inimigo aproxima-se», ao que o sultão teria respondido «Então nós também estamos a aproximar-nos deles». Andrónico Ducas comandava as unidades de reserva na retaguarda, um erro insensato tendo em conta as lealdades dos Ducas. Os seljúcidas estavam organizados numa formação em crescente, a cerca de quatro quilómetros das linhas bizantinas. Os arqueiros seljúcidas atacaram os bizantinos à medida que estes se aproximaram; o centro do seu crescente moveu-se continuamente para trás enquanto que as alas se moveram para cercar as tropas bizantinas.[carece de fontes?]
Os bizantinos repeliram os ataques de flechas e tomaram o acampamento de Alparslano no fim da tarde. No entanto, as alas esquerda e direita, onde as flechas tinham causado mais estragos, quase que se romperam quando unidades individuais tentaram forçar os seljúcidas para uma batalha campal, mas a cavalaria seljúcida parava de combater quando desafiada, adotando a tática clássica de ataque e fuga, típica dos guerreiros da estepe. Com os seljúcidas evitando a batalha, Romano foi forçado a retirar quando a noite caiu. No entanto, a ala direita percebeu mal a ordem e Ducas ignorou deliberadamente o imperador e retirou para o acampamento fora de Manzicerta, em vez de proteger a retirada de Romano. Tirando partido da completa baralhação dos bizantinos, os seljúcidas atacaram. A ala direita bizantina debandou quase imediatamente, pensando que tinham sido traídos pelos arménios ou pelos auxiliares turcos do exército. De facto, os arménios foram os primeiros a pôr-se em fuga e todos lograram pôr-se a salvo, ao passo que os auxiliares turcos permaneceram leais até ao fim. A ala esquerda comandada por Briénio resistiu um pouco mais tempo mas foi também rapidamente destroçada. O que restava da parte central da formação bizantina, onde se encontrava o imperador e a guarda varegue, foi cercada pelos seljúcidas e Romano foi ferido e feito prisioneiro. Os sobreviventes foram os muitos que fugiram do campo de batalha e foram perseguidos ao longo da noite, mas não depois disso. Ao nascer do sol o núcleo profissional do exército bizantino tinha sido destruído e muitas das tropas compostas por camponeses e os seus auxiliares que estavam sob o comando de Andrónico tinham fugido.

### Cativeiro de Romano Diógenes
Quando o imperador Romano IV foi conduzido à presença de Alparslano, este recusou-se a acreditar que aquele homem esfarrapado, ensanguentado e sujo fosse o poderoso imperador dos romanos. Depois de descobrir a sua identidade, o sultão pôs a sua bota em cima do pescoço de Romano e forçou-o a beijar o chão. Uma conversa famosa teria então tido lugar:
| “ | Alparslano: "O que farias tu se eu fosse levado perante ti como prisioneiro?" Romano: "Talvez te matasse ou te exibisse nas ruas de Constantinopla." Alparslano: "A minha punição é muito mais pesada. Eu perdoo-te e liberto-te." | ” |

Alparslano tratou Romano com grande simpatia e voltou a oferecer os termos de paz que tinha apresentado antes da batalha.[carece de fontes?]
Romano permaneceu prisioneiro de Alparslano durante uma semana, durante a qual o sultão o autorizou a comer à sua mesa, tendo sido acordadas várias concessões: Antioquia, Edessa, Hierápolis e Manzicerta seriam entregues aos seljúcidas, mantendo o núcleo vital da Anatólia intocado nas mãos dos bizantinos. O pagamento de dez milhões de moedas de ouro pedido como resgate por Romano foi considerado demasiado elevado por este, pelo que o sultão reduziu o pagamento a curto prazo, pedindo um milhão e meio de moedas de ouro como pagamento inicial, seguido de uma quantia anual de 360 mil moedas de ouro. Além disso, preparou-se uma aliança de casamento entre o filho de Alparslano e a filha de Romano. Em seguida o sultão deu a Romano vários presentes e uma escolta de dois emires e cem mamelucos para acompanharem o imperador no caminho para Constantinopla.[carece de fontes?]
Pouco depois do seu regresso para junto dos seus súbditos, Romano encontrou o seu governo em sérias dificuldades. Não obstante as tentativas para reunir tropas leais, ele foi derrotado três vezes em batalha pela família Ducas e foi deposto, cegado e exilado na ilha de Prote (actual Kınalıada), no mar de Mármara. Morreu pouco depois devido a uma infeção causada por um ferimento sofrido durante o brutal cegamento. A incursão final no coração da Anatólia, que ele defendeu tão arduamente, saldou-se numa enorme humilhação pública.

## Rescaldo

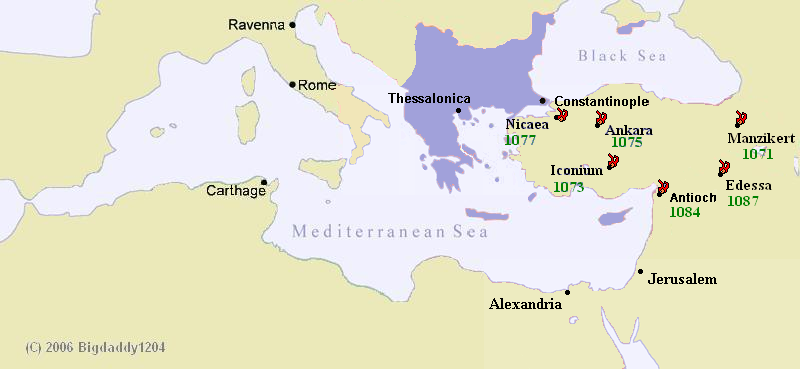
Avanços seljúcidas na Anatólia após a batalha, os quais só ocorreram depois da morte de Alparslano em 1072

Apesar do desaire de Manzicerta ter sido uma catástrofe a longo prazo para o Império Bizantino, atualmente já não é encarado como o massacre que os historiadores presumiam anteriormente. Os académicos modernos estimam que as baixas bizantinas foram relativamente baixas, que muitas unidades sobreviveram intactas à batalha e passados alguns meses já combatiam noutros locais e que a maior parte dos prisioneiros de guerra foi libertada posteriormente. Sabe-se que todos os comandantes do lado bizantino (Andrónico Ducas, José Tarcaniota, Nicéforo Briénio, de Bailleul e, sobretudo, o imperador) sobreviveram e, à exceção de arcaniota, todos participaram em eventos posteriores — Andrónico voltou para a capital, Briénio e os outros, incluindo Romano, participaram na guerra civil que se seguiu. A batalha não mudou significativamente o equilíbrio de poder entre os bizantinos e os seljúcidas, mas o mesmo não aconteceu com a guerra civil que se lhe seguiu, que indiretamente foi vantajosa para os seljúcidas.

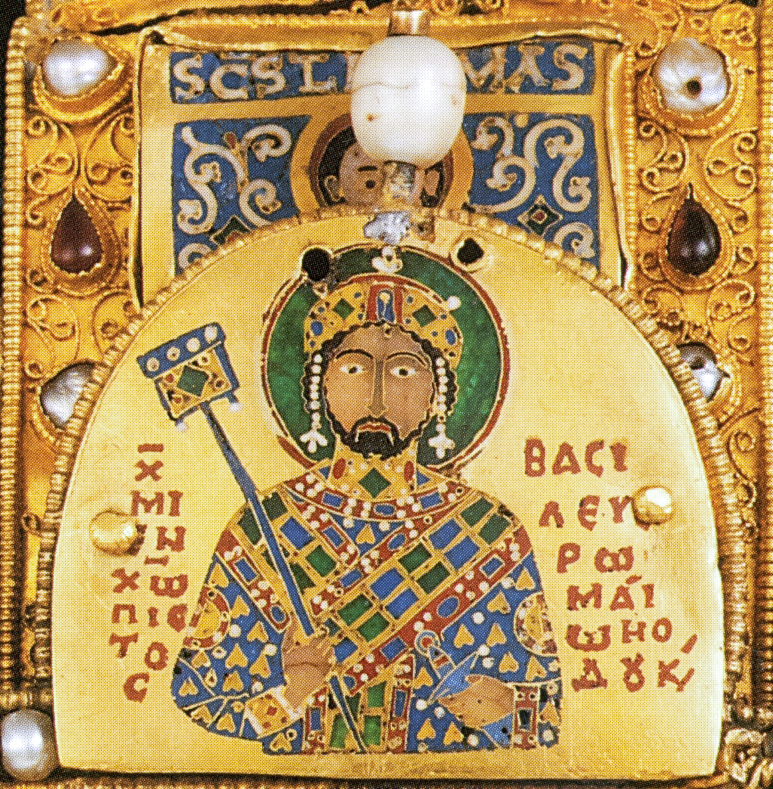
Miguel VII Ducas foi colocado no trono bizantino pelo seu primo Andrónico antes do regresso à capital de Romano

Andrónico, que escapou sem baixas nas suas forças, voltou rapidamente a Constantinopla, onde liderou um golpe de estado contra Romano e proclamou basileu (imperador) o seu primo Miguel VII Ducas, enteado de Romano. Briénio perdeu alguns dos seus homens quando a sua ala foi desbaratada na batalha, mas os seljúcidas não perseguiram os bizantinos em fuga nem retomaram a cidade de Manzicerta nessa altura. O exército bizantino reagrupou-se e marchou para Doceia, onde se lhes foi juntar Romano quando foi libertado uma semana depois. A perda material mais séria parece ter sido o extravagantemente luxuoso comboio de bagagens do imperador.[carece de fontes?]
O resultado da derrota desastrosa foi, em termos mais simplistas, a perda do coração da Anatólia. O historiador John Julius Norwich escreve na sua trilogia sobre o Império Bizantino que a derrota foi «o seu suspiro mortal, apesar de passarem séculos antes do resto cair. Os temas (províncias) da Anatólia eram literalmente o coração do império e passadas algumas décadas após Manzicerta, eles foram perdidos.» No seu livro mais pequeno, “A Short History of Byzantium”, Norwich descreve a batalha como «o maior desastre sofrido pelo império nos seus sete séculos e meio de existência». Steven Runciman, na sua “History of the Crusade”, observa que «a Batalha de Manzicerta foi o desastre mais decisivo na história bizantina. Os próprios bizantinos não tinham ilusões acerca disso. Uma e outra vez os seus historiadores referem-se aquele dia terrível.» Algumas décadas depois da batalha, a princesa e cronista bizantina Ana Comnena escreveu:
| “ | ... a sorte do Império Romano afundou-se na sua maré mais baixa. Pois os exércitos do Oriente foram dispersados em todas as direções, porque os turcos se tinham espalhado excessivamente e tomado o comando de países entre o Mar Euxino, o Helesponto, o Mar Egeu, os Mares Sírios (Mediterrâneo Oriental) e várias baías, especialmente aquelas que banham a Panfília e a Cilícia e se despejam no Mar Egípcio (Mediterrâneo). | ” |
|   | — Ana Comnena “A Alexíada”, I, cap. IV. |   |

Anos e décadas depois de ter ocorrido, a batalha passou a ser vista como um desastre para o império. Por isso, as fontes posteriores exageram muito o números de soldados e de baixas. Os historiadores bizantinos frequentemente olham para trás e lamentam o "desastre" daquele dia, identificando-o como o momento em que começou o declínio do império. Não tendo sido um desastre imediato, a derrota mostrou aos seljúcidas que os bizantinos não eram invencíveis e não eram o inconquistável Império Romano com um milénio de idade, como os bizantinos e os seljúcidas ainda lhe chamavam. A usurpação de Andrónico Ducas também desestabilizou politicamente o império e dificultou a organização da resistência às migrações turcas que se seguiram à batalha. No espaço de uma década quase toda a Ásia Menor tinha sido invadida. Segundo Runciman, este processo foi em parte facilitado pelo facto das planícies da Anatólia Central terem sido esvaziadas e transformadas em quintas para criação de gado ovino pelos magnatas bizantinos. Por outro lado, embora as intrigas na corte e a deposição de imperadores tivesse tido lugar anteriormente, o destino de Romano foi particularmente horrífico e a desestabilização que causou ecoou por todo o império durante séculos.[carece de fontes?]

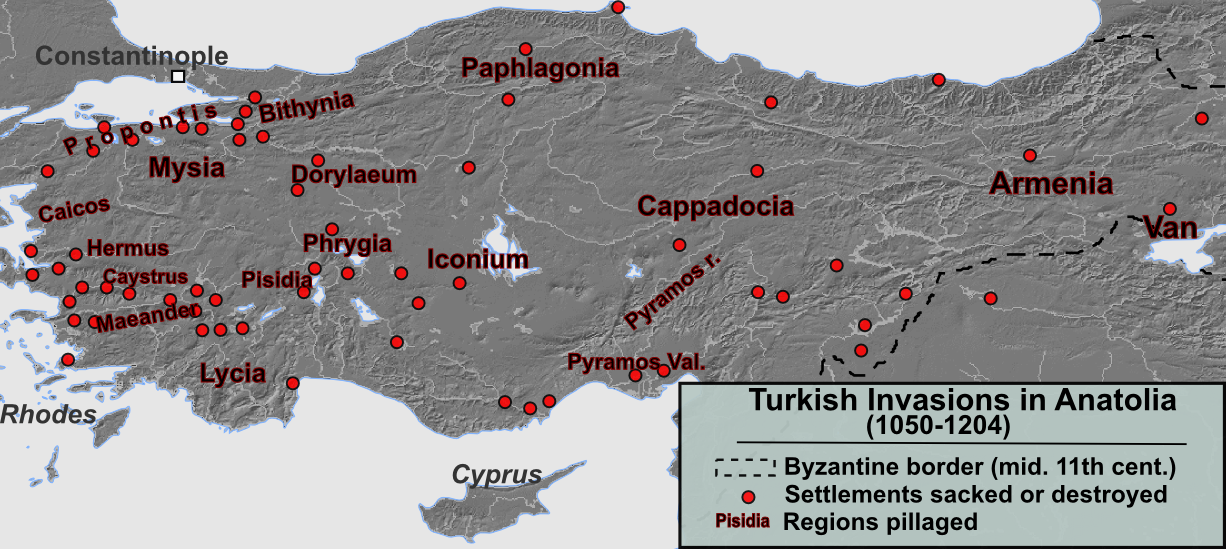
Cidades e regiões afetadas pela primeira vaga das invasões turcas na Ásia Menor (entre 1050 e 1204)

Mapa do Império Seljúcida em 1092

A batalha foi o primeiro elo de uma cadeia de eventos subsequentes que ocorreram nos anos seguintes e que incluíram o destino funesto de Romano e a tentativa de Roussel de Bailleul criar um reino seu na Galácia com os seus três mil mercenários francos, normandos e germânicos. Em 1074, Bailleul derrotou João Ducas, tio do imperador Miguel VII, que tentou esmagar os mercenários rebeldes, e avançou sobre a capital, para destruir Crisópolis, a cidade situada em frente de Constantinopla, na margem oriental do Bósforo. Miguel VII acabou por recorrer os seljúcidas para esmagar Bailleul. Os turcos derrotaram e capturaram o comandante mercenário, mas seguidamente entregaram-no à sua mulher em troco de um resgate e só depois do jovem general Aleixo Comneno se empenhar em persegui-lo é que foi capturado. Todos os estes eventos provocaram um vazio de poder que foi preenchido pelos turcos. A escolha de Niceia (atual İznik) pelos seljúcidas para sua capital em 1077 pode eventualmente ser explicada pelo seu desejo de ver se as lutas internas no Império Bizantino apresentariam novas oportunidades de expansão para eles

Em retrospetiva, tanto os historiadores bizantinos como os atuais são unânimes em considerar a Batalha de Manzicerta como o início do declínio bizantino. O historiador militar Paul K. Davis escreve «a derrota bizantina limitou severamente o poderio do bizantinos por lhes tirar o controlo sobre a Anatólia, a sua principal área de recrutamento de soldados. Daí em diante, os muçulmanos passaram a controlar a região. O Império Bizantino passou a estar limitado à região imediatamente em volta de Constantinopla e os bizantinos nunca voltaram a ser novamente uma força militar séria». A batalha foi também interpretada como sendo uma das causas primeiras para as Cruzadas, já que a Primeira Cruzada, proclamada em 1095, foi originalmente uma resposta ocidental ao pedido de ajuda militar do imperador bizantino depois da perda da Anatólia. Sob outra perspetiva, o Ocidente encarou Manzicerta como um sinal de que o Império Bizantino já não era capaz de ser o protetor da cristandade oriental ou dos peregrinos cristãos para a os Lugares Sagrados do Médio Oriente. O historiador Hans Delbrück (1848–1929) considerava que a importância dada à batalha era exagerada, mas ao mesmo tempo era evidente que a derrota teve como consequência que o Império Bizantino fosse incapaz de colocar um exército eficaz no terreno durante muitos anos.
Alguns estudiosos comparam a Batalha de Manzicerta com a de Miriocéfalo, travada em 1176 com o sultanato seljúcida de Rum, que se saldou noutra pesada derrota bizantina, como pontos de viragem no declínio do Império Bizantino. Em ambas as batalhas, separadas por um pouco mais de um século, um grande exército expansionista bizantino caiu numa emboscada de um oponente seljúcida mais esquivo. As implicações de Miriocéfalo foram inicialmente limitadas, graças à permanência no poder de Manuel I Comneno, imperador derrotado, após a derrota, em contraste com o que tinha acontecido com Romano, cujos inimigos «martirizaram um homem corajoso e íntegro» e, em resultado disso, «o império [...] nunca recuperou».